# John A. Pyle
John Adrian Pyle (* 4. April 1951) ist ein britischer Chemiker und Atmosphärenforscher.

## Leben
Pyle studierte Physik an der Durham University mit dem Bachelor-Abschluss und wurde 1978 an der Universität Oxford promoviert (Dissertation: Some problems in the numerical modelling of the atmosphere). Danach war er kurz am Rutherford Appleton Laboratory, bevor er 1985 Lecturer in Cambridge wurde.  Er ist seit 2000 Professor an der  Universität Cambridge (1920 Chair of Physical Chemistry) und Direktor des Centre for Atmospheric Science in Cambridge. Er ist Professoral Fellow am St. Catharine's College.
Er ist bekannt für Forschung zur Chemie der Atmosphäre und deren Einfluss auf das Klima zum Beispiel anhand numerischer Modelle. Unter anderem forschte er über die Ozonabnahme in der Stratosphäre (schon Thema seiner Dissertation) und die Änderung der Oxidationsfähigkeit der Troposphäre. Er untersuchte die voraussichtlichen Änderungen der chemischen Zusammensetzung der Atmosphäre im 21. Jahrhundert (unter anderem mit einer Warnung vor einer Ozonzunahme am Boden) und Umweltauswirkungen von Flugzeugen, Biotreibstoff und Wasserstoffökonomie. Außerdem untersuchte er paläochemische Fragen.
Er spielte in den 1990er Jahren eine wichtige Rolle im Aufbau von Forschungsprogrammen der EU zur Stratosphäre und koordinierte Felduntersuchungen dazu. Pyle trug zu allen WMO/UNEP Berichten zum stratosphärischen Ozon seit den 1980er Jahren bei und ist einer der leitenden Wissenschaftler in deren Scientific Assessment Panel. Pyle ist leitender Autor des IPCC Special Report Safeguarding the ozone layer and the global climate system von 2006.
2017 wurde er CBE und er ist Fellow der Royal Society (2004). 2018 erhielt er die Davy-Medaille und 2004 den Adrian Gill Prize der Royal Meteorological Society. 2011 wurde er Fellow der American Geophysical Union und 1993 Mitglied der Academia Europaea.